# Chapulhuacán
Chapulhuacán è un comune del Messico, situato nello stato di Hidalgo.